# Nguyễn Xuân Ôn
Nguyễn Xuân Ôn (1825 – 1889), hiệu Ngọc Đường, Hiến Đình, Lương Giang nhân dân thường gọi ông là Nghè Ôn; là quan nhà Nguyễn và là thủ lĩnh cuộc khởi nghĩa chống Pháp ở Nghệ - Tĩnh (Việt Nam) hồi cuối thế kỷ 19.

## Thân thế và sự nghiệp
Nguyễn Xuân Ôn sinh ngày 23 tháng 3 năm Ất Dậu (10 tháng 5 năm 1825) tại làng Quần Phương, xã Lương Điền, tổng Thái Xá, huyện Đông Thành (nay thuộc xã Diễn Thái, huyện Diễn Châu), tỉnh Nghệ An.
Từ nhỏ, vốn thông minh ham học, nhưng vì ông sinh ra trong một gia đình nhà Nho nghèo, mẹ mất sớm phải đến ở với bà nội, nên đi học muộn.
Năm Giáp Thìn (1844), ông đỗ tú tài lúc 18 tuổi, nhưng rồi lận đận mãi đến năm 42 tuổi, ông mới đỗ Cử nhân khoa Đinh Mão (1867), và bốn năm sau, ông mới đỗ Tiến sĩ khoa Tân Mùi (1871) cùng khoa với Nguyễn Khuyến và Phó bảng Lê Doãn Nhã, người bạn đồng hương sau này cộng tác đắc lực với ông trong cuộc khởi nghĩa.

### Làm quan nhà Nguyễn
Bước đầu ra làm quan, Nguyễn Xuân Ôn làm việc ở Viện Hàn lâm (Huế) ba năm với chân Biên tu, rồi được bổ làm Tri phủ Quảng Ninh (tỉnh Quảng Bình). Đến đây, biết có lệ bắt dân phải nạp gạo củi hàng tháng, ông liền đòi gửi sớ về kinh hạch tội khiến các viên quan cai trị địa phương phải vội vàng bỏ lệ đó.
Một lần, vì bắt tội một giáo sĩ người Pháp (ông này đã dùng lọng vàng [màu chỉ dành riêng cho nhà vua] trong lúc đi giảng đạo), ông bị vua Tự Đức (khi ấy đang có chủ trương hòa nghị với thực dân Pháp), đổi làm Đốc học tỉnh Bình Định. Mến tiếc viên quan cương trực, thanh liêm, nhân dân phủ Quảng Ninh đã ba lần làm đơn xin lưu ông lại mà không được. Ở Bình Định một thời gian, ông vào Huế giữ chức Ngự sử rồi Biện lý bộ Hình.
Chứng kiến cảnh các quan lại bất tài ở kinh, chỉ chuyên lo tranh giành quyền lợi, Nguyễn Xuân Ôn lại lên tiếng phê phán, thì bị họ tìm cách đẩy ông vào làm Án sát tỉnh Bình Thuận, là nơi tiếp giáp với đất Nam Kỳ, khi ấy đã bị quân Pháp chiếm đóng. Nhận thấy ông ghét thực dân Pháp quá, sợ sẽ xảy ra việc lôi thôi nên triều đình lại đổi ông làm Án sát Quảng Ngãi.
Năm Kỷ Mão (1879), Nguyễn Xuân Ôn lại gửi tấu sớ về kinh, trình bày mọi điều lợi hại thời bấy giờ (nhấn mạnh việc nên chọn những người có dũng lược để làm rường cột).
Năm Nhâm Ngọ, Tự Đức thứ 35 (1882), ông lại gửi tấu sớ xin được đi kinh ký miền thượng du, để chọn nơi lập đồn điền và sơn phòng. Cũng trong năm ấy, nghe tin thành Hà Nội thất thủ lần thứ hai, khi này Nguyễn Xuân Ôn đã đổi về làm Án sát Quảng Bình, liền bài tâu xin được về quê nhà để tập hợp tráng đinh chống Pháp và động viên tinh thần của nhân dân.
Năm 1883, ông lại làm bài tâu điều trần các việc nên làm, gồm 4 việc: xin hợp các tỉnh nhỏ thành trấn lớn, xin dời các tỉnh thành, xin bớt tiêu dùng để sung vào quân nhu, xin dứt việc hòa hảo với Pháp để khích lệ lòng người. Cũng trong năm này, trước khi bị sa thải, ông còn gửi thêm về triều bài tâu xin đình hoãn án kiện và trù tính thời sự.
Nhìn chung, đa phần các tấu sớ của ông đều phản đối chủ trương hòa nghị và trình bày những phương cách, như: chọn lựa người hiền tài giao phó việc, chấn chỉnh võ bị, lập đồn điền và sơn phòng, khuyến khích việc cày cấy, bớt việc tiêu dùng xa xỉ...Buồn vì các tấu sớ của mình cứ bị triều đình làm ngơ, bản thân mình lại bị cách chức (1883), nên khi về đến quê nhà, Nguyễn Xuân Ôn liền tự mình tổ chức việc chống Pháp.

### Về quê kháng Pháp
Tháng Năm năm Ất Dậu (Đêm 4, sáng ngày 5 tháng 7 năm 1885), kinh thành Huế thất thủ, vua Hàm Nghi xuất bôn rồi hạ dụ Cần Vương, ông được Phụ chính Tôn Thất Thuyết (thay mặt vua) cử làm An-Tĩnh Hiệp thống quân vụ đại thần, có nhiệm vụ thống lĩnh nghĩa quân hai tỉnh Nghệ An, Hà Tĩnh giúp vua, cứu nước.
Ông cùng Nguyễn Nguyên Thành, Lê Doãn Nhạ, Đinh Nhật Tân lập chiến khu ở xã Đồng Thành thuộc huyện Yên Thành (Nghệ An). Nơi vùng núi đó, Nguyễn Xuân Ôn chọn một thung lũng làm nơi xây dựng Đại đồn Đồng Thông. Đại đồn rộng khoảng 30 ha chung quanh có núi non bao bọc. Từ đây có thể đi ngược lên phía Tây vào sâu đến núi Trọc cao gần 500m, hoặc có thể vượt qua dốc Lội đi về phía Tây Bắc vào vùng Động Đình, Nhà Đũa, nơi mà chủ soái Lê Lợi và tướng Đinh Lễ, đã cho ém quân vào cuối năm 1424 để 8 tháng sau kéo về xuôi đánh thắng Thành Trài bị quân Minh chiếm đóng vào tháng 6 năm 1425, giải phóng Nghệ An.
Buổi đầu nghĩa quân lên đến khoảng hai ngàn người, hầu hết là nông dân trai tráng, có nhiều người chỉ huy giỏi quân như Đề Kiều, Đề Mậu, Đề Nhục, Lãnh Bảng, Lãnh Thừu, Lãnh Tư, Lãnh Tư, Đốc Nhạn... Ở đây, nghĩa quân ngày đêm luyện tập võ nghệ, rèn vũ khí và sản xuất lương thực. Kể từ đó, căn cứ Đồng Thông đã góp phần không nhỏ trong công cuộc chống Pháp lúc bấy giờ.
Và mặc dù tuổi cao, sức yếu nhưng Nguyễn Xuân Ôn luôn dũng cảm, đi đầu trong các trận nhau với quân Pháp, gây cho họ nhiều thiệt hại.

### Bị bắt giam và mất
Ngày 2 tháng 4 năm Đinh Hợi (25 tháng 7 năm 1887), nhờ chỉ điểm, quân Pháp bất ngờ tập kích Đồng Nhân (nay là thôn Đồng Đức, xã Mã Thành, huyện Yên Thành), nơi ông đang nằm dưỡng thương sau trận Xóm Hố. Bị đột kích bất ngờ, không kịp tự sát, ông bị đối phương bắt được rồi lần lượt trải qua các nhà lao ở Diễn Châu (Nghệ An), Vinh, Hải Dương, Huế.
Dù đã bắt được ông, các chỉ huy Pháp vẫn tiếp tục xua quân đi ruồng bố, bắt bớ các nghĩa quân nhằm dập tắt cuộc khởi nghĩa do ông lãnh đạo. Quê hương ông cũng bị họ đến đốt phá tan tành, khiến gia đình ông phải tan nát, mỗi người mỗi ngã...
Trong thời gian bị cầm cố khổ sở, năm Mậu Tý (1888), thời vua Đồng Khánh, ông có gửi Lời trình về Bộ kêu oan về việc ông tuân theo dụ Cần vương của vua Hàm Nghi, mà bị kết án là đã tham gia "đảng ngụy"; đồng thời gửi thư cho các bạn đồng liêu ở kinh nhờ có lời bênh vực cho mình. Tuy vậy, đến khi vua Thành Thái lên thay (1889), Nguyễn Xuân Ôn mới được ân xá nhưng không cho về quê, vì sợ ông lại tổ chức kháng Pháp. Bị quản thúc ở Huế, chẳng bao lâu sau ông lâm bệnh nặng rồi mất, thọ 64 tuổi (1889).

## Hình ảnh công cộng
Tên ông được đặt cho một con đường ở 2 tỉnh thành là Bình Định và Huế, đặc biệt, tên ông còn được đặt cho con đường đi qua THPT cùng tên ở quê hương ông – nơi đào tạo ra những học sinh tài năng.

## Tác phẩm
Sáng tác của Nguyễn Xuân Ôn bằng chữ Hán, có:
- Ngọc Đường thi tập, gồm 311 bài thơ.
- Ngọc Đường văn tập, gồm 22 bài văn văn xuôi cùng một số câu đối.

Và một ít bài thơ Nôm.
Thơ Nguyễn Xuân Ôn, lúc ông còn đèn sách, thường thể hiện ý chí, hoài bão của một người đầy tráng khí, muốn giúp nước, cứu đời. Tiêu biểu là bài: Bột hứng (Cảm hứng bột phát), Trung dạ khởi tư (Nửa đêm nảy ra ý nghĩ), Tiểu hữu nhân (Trách bạn), Độc Trang Chu dưỡng sinh thiên, cảm hoài (Cảm hoài khi đọc thiên Dưỡng sinh của Trang Tử)...
Đến khi ra làm quan, dù là chức quan nhỏ, ông vẫn "nguyện giá trường phong phá hải đào" (nguyện cưỡi gió lớn phá tan sóng biển). Tiêu biểu là bài: Đắc chỉ bổ Quảng Ninh tri phủ, hậu bản bộ đường quan hồi tác (Làm lúc được chỉ vua bổ cức Tri phủ Quảng Ninh, hầu quan bản bộ về), Thuật hoài (Thuật ý nghĩ của mình), Phỏng Thanh Đàm công tiêu tức bất kiến, bi thuật (Hỏi thăm tin tức ông Thanh Đàm không thấy, buồn thuật)...
Gặp buổi thực dân Pháp xâm lược, ông dùng ngòi bút của mình để châm biếm, đả kích những tiêu cực, nói lên nỗi phẫn uất của mình vì đất nước cứ mất dần vào tay ngoại bang, ca ngợi khí phách dũng cảm và hy sinh của quân dân, khẳng định chỗ yếu mạnh của cả hai bên, tỏ rõ một tinh thần quyết đánh, và tin tưởng sẽ có cách đánh thắng. Tiêu biểu là bài: Nhân duyệt quán đoàn dũng ở xã Mỹ Lộc, giản Bang biện cử nhân Võ Bá Liêm (Nhân duyệt quân ở xã Mỹ Lộc, làm gửi cho Bang biện là ông cử Võ Bá Liêm), Thu nhật cảm tác (Ngày thu cảm hoài), Trường An hoài cổ (Nhớ cảnh cũ Tràng An), Văn tứ trấn thất thủ cảm tác (Làm khi nghe bốn trấn thất thủ), Khấp Thanh Hóa, Hải Phòng Tham biện Nguyễn Phương nghĩa tử (Khóc Nguyễn Phương, Tham biện Hải Phòng, người Thanh Hóa, chết vì nghĩa), Cảm thuật (Cảm khái thuật ra), Điếu trận vong tướng sĩ (Viếng tướng sĩ chế trận)...
Nhìn chung, thơ văn ông thường theo sát những đề tài thời sự, chính trị, biểu hiện rõ ý chí, nhân cách, tình cảm của ông.
Về mặt nghệ thuật, thơ văn ông đều mộc mạc, chân chất, không chạm trổ hay đẽo gọt..

## Trích tác phẩm
| Phiên âm Hán-Việt: Thuật hoài Báo quốc thần tâm bất cảm khuy Nam kham nhân sự mỗi tương vi. Lâm hiên hữu sách qui thần giản, Chế khổn vô tài phụ chủ tri. Nhất khứ cố kinh dầu điệp vãn, Tái lai Tân Sở hiến thư trì. Thử thân vinh nhục hà tu quải, Địch khái đan thầm tử bất suy. | Dịch nghĩa: Tả nỗi lòng Báo ơn nước, lòng kẻ làm tôi không dám thiếu sót, Bực nỗi việc người thường hay trái ngược lòng mình. Vào thi Đình có đối sách được nhà vua lựa chọn, Giữ cõi ngoài không tài cán, phụ lòng chúa biết đến. Một lần bỏ kinh đô ra đi, dâng sớ quá chậm, Tới Tân Sở lần thứ hai, dâng thư cũng trễ rồi. Thân này vinh hay nhục không đáng kể, Lòng son ghét giặc dù chết cũng không suy. |

| Phiên âm Hán-Việt Tràng An hoài cổ Thiên lý bang kỳ thống địa dư Bách niên lăng tẩm biến khâu khư Ỷ thiên lâu lỗ tinh chiên xứ Phác địa lư diêm ổi tận dư Doanh xá liên triêu oanh hỏa pháo Nhai cù tận nhật tẩu kim cư (xa) Hà dương phục đổ thanh di hội Tứ cố sơn hà ủng đế cư. | Dịch nghĩa: Nhớ cảnh cũ Tràng An. Nghìn dặm đất kinh kỳ thống trị toàn cõi nước nhà, Lăng tẩm trăm năm biến thành gò đống. Lầu gác cao chọc trời hóa thành nơi hôi tanh, Xóm làng ở khắp nơi cháy thành gò đống tro tàn Doanh trại suốt sáng vang dội tiếng súng nổ, Đường phố xe sắt chạy cả ngày. Làm thế nào thấy cảnh tượng thái bình trở lại, Núi sông bốn mặt chầu về chốn đế đô? |

## Sách tham khảo
- Nhiều người soạn, Thơ văn Nguyễn Xuân Ôn (bản in lần 2). Nhà xuất bản Văn học, 1977.
- Nhiều người soạn (Huỳnh Lý chủ biên), Hợp tuyển thơ văn Việt Nam (1858-1920). Nhà xuất bản Văn học, 1984.
- Nguyễn Lộc, trong Từ điển Văn học (bộ mới). Nhà xuất bản Thế giới, 2004, tr. 1231.
- Nguyễn Q. Thắng & Nguyễn Bá Thế, Từ điển nhân vật lịch sử Việt Nam. Nhà xuất bản KHXH, 1992.